# إيمانويل بيسولي
إيمانويل بيسولي (بالإيطالية: Emanuele Pesoli)‏ (31 أغسطس 1980 في إيطاليا - ) هو لاعب كرة قدم إيطالي في مركز الدفاع. لعب مع نادي أنكونا ونادي بيسكارا ونادي سيتاديلا ونادي سيينا ونادي فاريسي ونادي فيتشينزا ونادي فينيزيا ونادي كاربي وهيلاس فيرونا وSSD Virtus CiseranoBergamo 1909 ‏ وL'Aquila 1927 ‏ وSSD Tivoli Calcio 1919 ‏ وASD Calcio Club Vittoria 2020 ‏.

## وصلات خارجية
- إيمانويل بيسولي على موقع قاعدة بيانات كرة القدم.إي يو (الإنجليزية)
- إيمانويل بيسولي على موقع Soccerway.com (الإنجليزية)
- إيمانويل بيسولي على موقع عالم كرة القدم.نت (الإنجليزية)